# مائوریتزیو لورو
مائوریتزیو لورو (انگلیسی: Maurizio Lauro؛ زادهٔ ۱۲ مارس ۱۹۸۱) بازیکن فوتبال اهل ایتالیا است.
از باشگاه‌هایی که در آن بازی کرده‌است می‌توان به باشگاه فوتبال رجینا، باشگاه فوتبال آسکولی، باشگاه فوتبال آنکونا، باشگاه فوتبال چزنا، و باشگاه فوتبال ترنانا اشاره کرد.
وی همچنین در تیم ملی فوتبال زیر ۱۷ سال ایتالیا بازی کرده‌است.